# Lepidium jarmolenkoi
Lepidium jarmolenkoi är en korsblommig växtart som beskrevs av R. Vinogr. Lepidium jarmolenkoi ingår i släktet krassingar, och familjen korsblommiga växter. Inga underarter finns listade i Catalogue of Life.